# Penstemon confertus
Espèce
Penstemon confertus est une espèce de plantes de la famille des Plantaginacées, originaire d'Amérique du Nord. Elle est connue sous le nom de Yellow Beardtongue en anglais.

## Description
Cette espèce est pérenne et peut atteindre 60cm de haut.